# Palec stopy

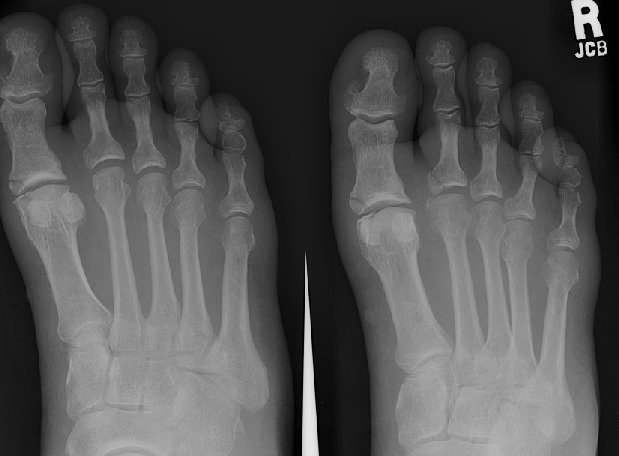
Zdjęcie rentgenowskie ludzkich stóp

Palec stopy – u człowieka i innych zwierząt zakończenie stopy zwieńczone pazurami, paznokciami lub kopytami. Liczba palców stopy może wynosić od jednego (np. u konia) do pięciu (naczelne).
Człowiek ma pięć palców u każdej stopy, wyjątek stanowią osoby z polidaktylią czy syndaktylią. Palce stopy numeruje się od strony przyśrodkowej, tak że pierwszy numer otrzymuje paluch, składający się z dwóch kości (paliczków). Pozostałe palce stopy człowieka mają po trzy paliczki.

## Nazwy palców
| Zdjęcie | Nazwa polska  | Nazwa łacińska          |
| ------- | ------------- | ----------------------- |
|         | paluch        | hallux, digitus pedis I |
|         | palec drugi   | digitus pedis II        |
|         | palec trzeci  | digitus pedis III       |
|         | palec czwarty | digitus pedis IV        |
|         | palec piąty   | digitus pedis V         |